# Matrimonio tra persone dello stesso sesso in Israele
Il matrimonio tra persone dello stesso sesso in Israele non viene legalmente garantito e riconosciuto all'interno dei propri confini. Il governo ha però aperto le registrazioni dei matrimoni omosessuali contratti (in cui almeno uno dei membri della coppia possegga la cittadinanza) all'estero già a partire dal 2006.
Tuttavia, poiché lo Stato deve ancora legalizzare lo stesso matrimonio civile eterosessuale e non esiste l'unione civile, coloro che scelgono di sposarsi devono rivolgersi obbligatoriamente ad uno dei 15 tribunali religiosi la cui autorità è riconosciuta a livello nazionale. Fino a tutto il 2017 nessuno di questi consente né il matrimonio omosessuale né la convivenza eterosessuale sotto i rispettivi auspici, pertanto non concede la benedizione di rito.
Di conseguenza, gli israeliani che desiderano far riconoscere la propria unione matrimoniale omosessuale dal governo israeliano devono prima andare sposarsi all'estero, in una giurisdizione in cui tali matrimoni sono legali, quindi in seguito registrarsi al loro ritorno a casa.

## Storia
L'autorità religiosa competente per i matrimoni ebraici è il Gran Rabbinato di Israele, vi sono poi autorità parallele per i fedeli del cristianesimo, dell'islam e per i drusi, per un totale di 15 tribunali religiosi. Questi regolano tutti i matrimoni e gli eventuali divorzi per le proprie comunità. Attualmente si oppongono tutti ai matrimoni omosessuali. Se le opinioni di uno di questi organismi dovessero cambiare, tuttavia, sarebbe legale per i membri di quella comunità religiosa poter contrarre un matrimoni omosessuale in Israele.
Le cerimonie nuziali tra persone dello stesso sesso - senza però alcun significato legale - possono essere svolte se e quando un determinato rabbino decida di accoglierle; il che, insieme ai matrimoni stranieri legalmente riconosciuti, consente sia le cerimonie sia il riconoscimento legale dei matrimoni omosessuali in Israele, a condizione che i certificati relativi provengono da un altro paese.
Il primo matrimonio municipale non ufficiale è avvenuto nell'agosto del 2009 in seguito alla parata del Gay pride di Tel Aviv; cinque coppie erano state sposate dal sindaco Ron Huldai. Il versetto tradizionale per le cerimonie nuziali tratte dal Salmo 137: "Se mi dimentico di te, o Gerusalemme, lascia che la mia mano destra si inaridisca..." fu usato, ma sostituendo Gerusalemme con Tel Aviv, la città israeliana più gay-friendly.

### Matrimoni esteri
I matrimoni tra persone dello stesso sesso celebrati all'estero in una giurisdizione in cui tali matrimoni sono legali possono essere registrati presso l'"Amministrazione israeliana dei valichi di frontiera, popolazione e immigrazione", secondo una sentenza della Corte suprema di Israele del novembre 2006 che ha definito tali registrazioni come strettamente "a fini statistici", evitando così un pronunciamento favorevole ufficiale da parte dello Stato. Il caso è stato presentato da cinque coppie israeliane sposatesi in Canada.
La sentenza è stata fortemente condannata dai politici conservatori, incluso il Giudaismo Unito nella Torah il cui deputato Moshe Gafni ha definito la sentenza come "la distruzione dell'unità familiare nello Stato di Israele".
Nel dicembre del 2012 un "tribunale della famiglia" ha concesso a una coppia di coniugi omosessuali un divorzio legale;  questa fu una prima decisione nel suo genere, stabilendo così un precedente seppur non vincolante.
Nel dicembre del 2016 il procuratore generale Avichai Mandelblit ha emesso un'ordinanza indirizzata al Ministero degli Interni affinché considerasse le domande di cittadinanza per le coppie dello stesso sesso alle stesse condizioni di tutte le altre; il coniuge dello stesso sesso di un israeliano sarà d'ora in poi in grado di rivendicare la cittadinanza alla stessa velocità di un coniuge eterosessuale.
In precedenza le coppie omosessuali dovevano prima attendere fino a sette anni e - anche in questo caso - in genere avrebbero ottenuto solamente la residenza permanente; il procedimento era invece molto più rapido per le coppie di sesso opposto. La decisione è giunta in risposta a una causa intentata davanti all'"Alta Corte di Giustizia" dall'"Associazione dei Padri Gay".
I matrimoni omosessuali solenni all'estero non sono riconosciuti da alcuna autorità religiosa.

## Supporto politico
I partiti politici rappresentati alla Knesset nel 2015 e che hanno espresso il loro aperto sostegno al matrimonio tra persone dello stesso sesso sono i seguenti: Partito Laburista Israeliano, Yesh Atid, HaTnuah, Meretz, Hadash e Kulanu.

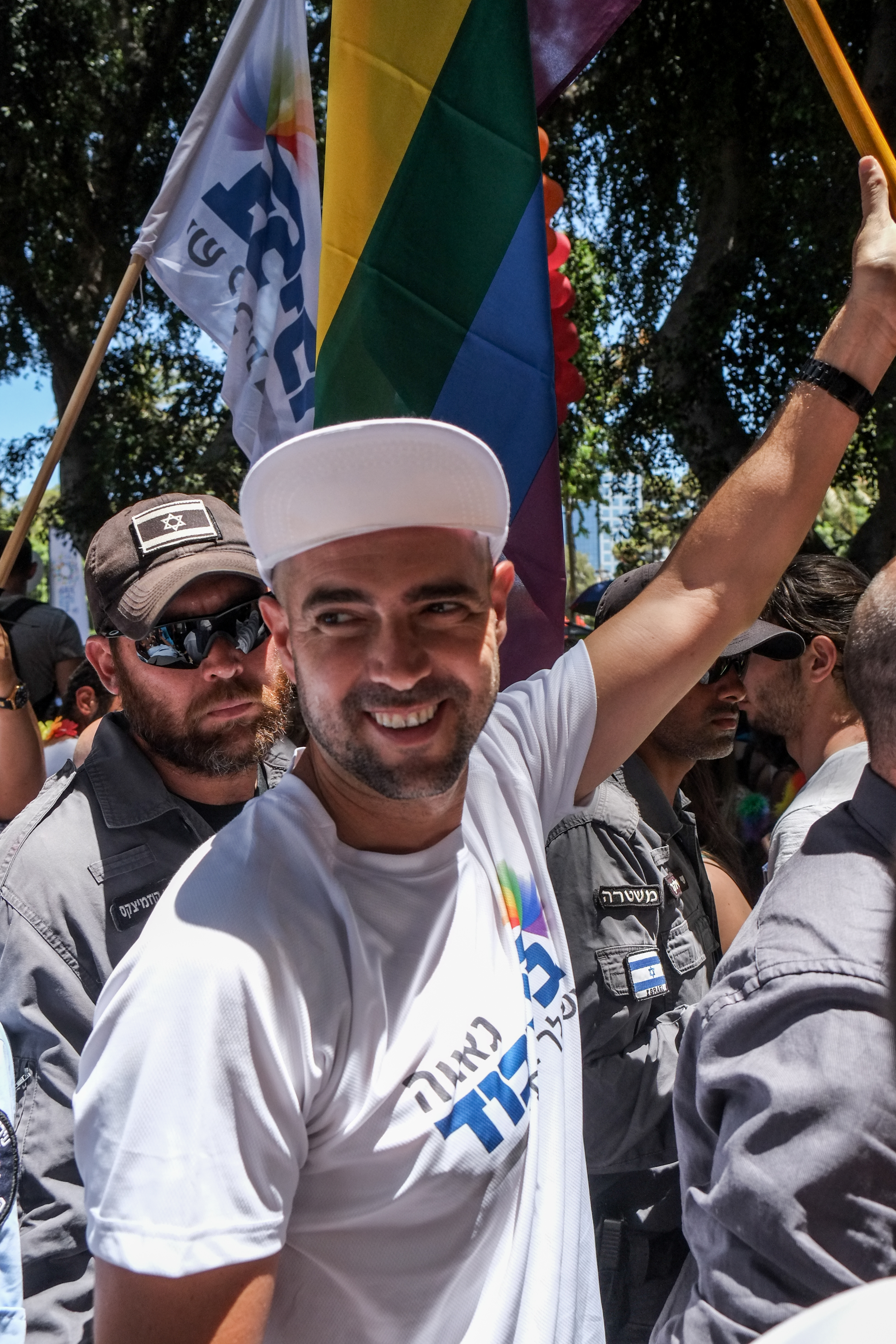
Amir Ohana al Gay pride di Tel Aviv nel 2015.

- Likud: la posizione ufficiale non è stata mai del tutto chiarita. Membri individuali dello schieramento moderato di centro-destra come Moshe Ya'alon, Limor Livnat, Tzachi Hanegbi, Gila Gamliel e Miri Regev, hanno espresso sostegno per i diritti LGBT in Israele[10][11][12] e uno di loro, Amir Ohana, è apertamente gay avendo fatto coming out.[13]

Il primo ministro di Israele Benjamin Netanyahu non ha espresso una propria posizione personale, sebbene abbia dichiarato il proprio sostegno per un'evoluzione in senso liberale dei diritti LGBT nel mondo. Sulla  "bussola elettorale" ideata da "Kieskompas" per le elezioni del 2015 il Likud è stato classificato come "Tendenzialmente d'accordo" con l'affermazione "Il matrimonio omosessuale dovrebbe essere legalizzato".
- Israel Beitenu: sebbene sia nelle sue dichiarazioni d'intenti un sostenitore del matrimonio civile in generale, la posizione ufficiale in materia di diritti degli omosessuali non è stata chiarita.[17][11] Sulla "bussola elettorale" è stato classificato come "Tendente a non essere d'accordo" con l'affermazione "Il matrimonio omosessuale dovrebbe essere legalizzato".
- La Casa Ebraica: si oppone ai matrimoni omosessuali per motivi prettamente religiosi,[17] ma è a favore dell'estensione di alcuni diritti, come le agevolazioni fiscali, anche alle coppie dello stesso sesso.[17]
- Shas: sebbene sia estremamente conservatore sulle politiche sia religiose che nazionali, il parlamentare Ya'akov Margi ha detto al Jewish Pluralism Watch, in risposta alla sua domanda sui diritti degli omosessuali, che "i diritti dei cittadini israeliani non possono essere trascurati, indipendentemente da cosa pensano e da come si comportano nell'intimità delle loro vite personali".[11]

Nel settembre dl 2017 Yigal Guetta di Shas a dovuto rassegnare le proprie dimissioni dalla Knesset sotto la pressione dei rabbini dopo aver partecipato al matrimonio del proprio nipote gay.
- "Giudaismo Unito nella Torah: si oppone in modo più ampio ai matrimoni omosessuali e ai diritti LGBT.[19]

Dopo l'approvazione, da parte della presidenza di Barack Obama, del matrimonio omosessuale nel maggio del 2012, il capo dell'opposizione nonché leader laburista Shelly Yachimovich, il vice primo ministro Moshe Ya'alon del partito governativo Likud assieme a molti altri ministri e membri del parlamento appartenenti sia alla coalizione di maggioranza che all'opposizione hanno annunciato di essere in sintonia con i diritti LGBT negli Stati Uniti d'America.
L'ex presidente di Israele Shimon Peres ha anch'egli espresso il suo sostegno al matrimonio omosessuale già a partire dal 2013.
Dopo le elezioni parlamentari in Israele del 2013 due partiti favorevoli al matrimonio tra persone dello stesso sesso sono entrati nella coalizione di governo: Yesh Atid e Ha Tnuah.
Meretz e Hadash hanno avuto per un lungo periodo di tempo delle associazioni gay al proprio interno. Nel 2009 Kadima, guidato da Tzipi Livni, divenne il primo grande partito del centro a stabilire una "divisione gay"; Labour e Likud presto seguirono l'esempio. Yesh Atid ha anch'esso una divisione gay.
Nel febbraio del 2013 il sindaco di Tel Aviv Ron Huldai ha espresso il proprio sostegno al matrimonio omosessuale. Nel maggio del 2015, in seguito alla legalizzazione del matrimonio tra persone dello stesso sesso attraverso il voto popolare in Irlanda (vedi diritti LGBT in Irlanda), egli ha ribadito il suo appoggio, invitando il governo ad agire prontamente al riguardo.

## Opinione pubblica
Secondo un sondaggio condotto nell'agosto del 2009 il 61% degli israeliani ha sostenuto i diritti di matrimonio egualitario per le coppie dello stesso sesso, con il 31% che si è invece dichiarato contrario; inoltre il 60% ha sostenuto anche l'adozione da parte di coppie dello stesso sesso, con il 34% contrario.
Un sondaggio del giugno 2016 ha mostrato che il 76% sostiene l'unione civile o il matrimonio omosessuale, tra cui il 46% del sionismo religioso e il 16% degli ebrei ultraortodossi Charedì.
Un'ulteriore rilevazione condotto da "Rafi Smith Institute" nel giugno del 2017 ha chiesto agli israeliani: "Credi che alle coppie dello stesso sesso dovrebbe essere permesso di sposarsi o avere unioni civili in Israele?" In totale il 79% ha espresso parere positivo. Se divisi per affiliazione politica il 100% degli elettori di Meretz e Unione Sionista (laburisti e Ha Tnuah) erano a favore del riconoscimento delle unioni omosessuali, il 94% degli elettori di Yesh Atid, il 90% di Kulanu, l'84% del Likud, l'83% di Israel Beitenu e il 65% de La  Casa Ebraica.
La maggioranza degli elettori di Shas e del Torah unito era contraria al riconoscimento delle unioni tra persone dello stesso sesso. Il margine di errore era del 4,5%.
Un sondaggio del giugno del 2018 ha infine constatato che il 58% degli israeliani era a favore del matrimonio tra persone dello stesso sesso; inoltre 59 membri della Knesset (MK) hanno risposto al sondaggio. Di questi 47 hanno espresso sostegno, mentre i restanti 12 hanno espresso la loro opposizione. Quando sono stati divisi per  partiti politici la totalità dei legislatori di Meretz e del Labour hanno risposto "sì" quando gli è stato chiesto se sostenevano il matrimonio tra persone dello stesso sesso. 4 legislatori del Likud hanno espresso il loro sostegno, mentre 2 hanno dichiarato di essere contrari; il rimanente non ha risposto.
Kulanu aveva due membri di supporto, mentre gli altri si astenevano dal rispondere. The Jewish Home, Shas e United Torah Judaism insieme hanno avuto 5 contrari e nessuno a favore. La Lista Comune aveva due a supporto, cinque in opposizione e sei astenuti. Nessun parlamentare di Yisrael Beiteinu ha risposto al sondaggio.
In seguito gli attivisti del movimento LGBT hanno invitato la Knesset ad agire sulla questione e a legalizzare il matrimonio tra persone dello stesso sesso, dal momento che "oramai esiste un ampio sostegno pubblico".